# Coupe du Japon de football 2024
Navigation
Coupe du Japon 2023 Coupe du Japon 2025
La Coupe du Japon de football 2024 est la 104e édition de la Coupe du Japon, une compétition à élimination directe mettant aux prises des clubs de football amateurs et professionnels à travers le Japon. Elle est organisée par la Fédération japonaise de football (JFA). Le vainqueur de cette compétition se qualifie pour la Ligue des champions Élite de l'AFC 2025-2026, accompagné des trois meilleures équipes du championnat avec le premier tour qui commence le 25 mai et se termine par la finale au Stade national le 23 novembre 2024.
Le 19 septembre 2023, la JFA annonce que les Urawa Red Diamonds ne prendront pas par à la compétion en raison d'émeute de supporter et est remplacé par le Honda FC au deuxième tour et c'est l'Université Meiji vainqueur du Championnat de football universitaire 2023 qui remplace ce dernier au premier tour,.

## Calendrier
Les clubs participants rentrent suivant leur niveau tout au long de la compétition. Au total, 88 clubs participent à cette édition.
| Tour                                                               | Nom              | Dates                           | Équipes participantes | Équipes gagnantes |
| ------------------------------------------------------------------ | ---------------- | ------------------------------- | --------------------- | ----------------- |
| 1 équipe amateur tête de série 47 vainqueurs de coupe préfectorale |                  |                                 |                       |                   |
| 1                                                                  | Premier Tour     | samedi 25, dimanche 26 mai      | 48                    | 24                |
| 19 J1 League 2024 20 J2 League 2024 1 équipe amateur tête de série |                  |                                 |                       |                   |
| 2                                                                  | Deuxième Tour    | dimanche 12 juin                | 64                    | 32                |
| 3                                                                  | Troisième Tour   | mercredi 10 juillet             | 32                    | 16                |
| 4                                                                  | Quatrième Tour   | mercredi 21 août                | 16                    | 8                 |
| 5                                                                  | Quarts de finale | mercredi 11, 18 et 25 septembre | 8                     | 4                 |
| 6                                                                  | Demi-finales     | dimanche 27 octobre             | 4                     | 2                 |
| 7                                                                  | Finale           | samedi 23 novembre              | 2                     | 1                 |

## Participant

### Club de J.League et club amateur
| Clubs de J.League 1 (19)        | Clubs de J.League 1 (19)   | Clubs de J.League 2 (20)        | Clubs de J.League 2 (20) |
| Équipe (Nb)                     | Parcours 2023              | Équipe (Nb)                     | Parcours 2023            |
| ------------------------------- | -------------------------- | ------------------------------- | ------------------------ |
| Vissel Kobe (38e)               | Quarts de finale           | Yokohama FC (25e)               | 3e tour                  |
| Yokohama F. Marinos (46e)       | 3e tour                    | Shimizu S-Pulse (32e)           | 2e tour                  |
| Sanfrecce Hiroshima (72e)       | 3e tour                    | Montedio Yamagata (32e)         | 3e tour                  |
| Kashima Antlers (40e)           | 3e tour                    | JEF United Ichihara Chiba (59e) | 2e tour                  |
| Nagoya Grampus (47e)            | Quarts de finale           | V-Varen Nagasaki (17e)          | 2e tour                  |
| Avispa Fukuoka (32e)            | Demi-finale                | Ventforet Kōfu (32e)            | 4e tour                  |
| Kawasaki Frontale (41e)         | Vainqueur                  | Oita Trinita (28e)              | 2e tour                  |
| Cerezo Osaka (55e)              | 4e tour                    | Fagiano Okayama (16e)           | 3e tour                  |
| Albirex Niigata (32e)           | Quarts de finale           | Thespa Gunma (21e)              | 2e tour                  |
| FC Tokyo (30e)                  | 4e tour                    | Fujieda MYFC (6e)               | 2e tour                  |
| Hokkaido Sapporo (43e)          | 4e tour                    | Blaublitz Akita (31e)           | 2e tour                  |
| Kyoto Sanga (41e)               | 2e tour                    | Roasso Kumamoto (24e)           | Demi-finale              |
| Sagan Tosu (32e)                | 3e tour                    | Tokushima Vortis (36e)          | 3e tour                  |
| Shonan Bellmare (52e)           | Quarts de finale           | Vegalta Sendai (30e)            | 3e tour                  |
| Gamba Osaka (44e)               | 2e tour                    | Mito HollyHock (28e)            | 3e tour                  |
| Kashiwa Reysol (56e)            | Finaliste                  | Iwaki FC (7e)                   | 2e tour                  |
| FC Machida Zelvia (12e)         | 4e tour                    | Tochigi SC (24e)                | 4e tour                  |
| Júbilo Iwata (47e)              | 3e tour                    | Renofa Yamaguchi (20e)          | 2e tour                  |
| Tokyo Verdy (49e)               | 3e tour                    | Ehime FC (22e)                  | N/Q                      |
| Tokyo Verdy (49e)               | 3e tour                    | Kagoshima United (10e)          | 1er tour                 |
| Clubs amateur tête de série (2) |                            |                                 |                          |
| Équipe (Nb)                     | Équipe (Nb)                | Parcours 2023                   | Parcours 2023            |
| Honda FC (4) (44e)              | Honda FC (4) (44e)         | 2e tour                         | 2e tour                  |
| Université Meiji (5) (15e)      | Université Meiji (5) (15e) | N/Q                             | N/Q                      |

### Vainqueurs de championnatpréfectorale
| Préfectures | Équipe (N) (Nb)                      | Parcours 2023 | Préfectures | Équipe (N) (Nb)                   | Parcours 2023 |
| ----------- | ------------------------------------ | ------------- | ----------- | --------------------------------- | ------------- |
| Hokkaidō    | Hokkaido Tokachi Sky Earth (5) (2e)  | N/Q           | Shiga       | Université Biwako Seikei (5) (7e) | N/Q           |
| Aomori      | Vanraure Hachinohe (3) (12e)         | 1er tour      | Kyoto       | Université Kyoto Sangyo (5) (5e)  | N/Q           |
| Iwate       | Iwate Grulla Morioka (3) (17e)       | 2e tour       | Osaka       | Université du Kansai (5) (19e)    | 2e tour       |
| Miyagi      | Sony Sendai (4) (25e)                | 2e tour       | Hyōgo       | Université Kōnan (5) (2e)         | N/Q           |
| Akita       | Saruta Kogyo (6) (3e)                | N/Q           | Nara        | Nara Club (3) (15e)               | 1er tour      |
| Yamagata    | Oyama SC (6) (3e)                    | N/Q           | Wakayama    | Arterivo Wakayama (5) (16e)       | 1er tour      |
| Fukushima   | Fukushima United (3) (12e)           | 2e tour       | Tottori     | Gainare Tottori (3) (26e)         | 1er tour      |
| Ibaraki     | Université de Tsukuba (5) (34e)      | 1er tour      | Shimane     | Belugarosso Iwami (5) (3e)        | 1er tour      |
| Tochigi     | Tochigi City (4) (14e)               | 2e tour       | Okayama     | Mitsubishi Mizushima (5) (16e)    | 1er tour      |
| Gunma       | Tonan Maebashi (6) (9e)              | 1er tour      | Hiroshima   | Fukuyama City (5) (4e)            | N/Q           |
| Saitama     | Omiya Ardija (3) (29e)               | 3e tour       | Yamaguchi   | Baleine Shimonoseki (5) (4e)      | 1er tour      |
| Chiba       | Briobecca Urayasu (4) (7e)           | 2e tour       | Tokushima   | FC Tokushima (5) (4e)             | 2e tour       |
| Tokyo       | Yokogawa Musashino (4) (6e)          | N/Q           | Kagawa      | Kamatamare Sanuki (3) (24e)       | 2e tour       |
| Kanagawa    | SC Sagamihara (3) (3e)               | 2e tour       | Ehime       | FC Imabari (3) (14e)              | 2e tour       |
| Niigata     | Japan Soccer College (5) (7e)        | 1er tour      | Kōchi       | Kochi United (4) (9e)             | 4e tour       |
| Toyama      | Kataller Toyama (3) (15e)            | 3e tour       | Fukuoka     | Giravanz Kitakyushu (3) (19e)     | 2e tour       |
| Ishikawa    | Zweigen Kanazawa (3) (20e)           | 2e tour       | Saga        | Kawasoe Club (5) (2e)             | N/Q           |
| Fukui       | Fukui United (5) (16e)               | 1er tour      | Nagasaki    | Mitsubishi Nagasaki SC (7) (11e)  | 1er tour      |
| Yamanashi   | Université Yamanashi Gakuin (6) (6e) | 2e tour       | Kumamoto    | Université Tōkai (5) (5e)         | 1er tour      |
| Nagano      | AC Nagano Parceiro (3) (12e)         | 2e tour       | Ōita        | J-Lease FC (5) (1er)              | N/Q           |
| Gifu        | FC Gifu (3) (18e)                    | 3e tour       | Miyazaki    | Tegevajaro Miyazaki (3) (4e)      | 2e tour       |
| Shizuoka    | Azul Claro Numazu (3) (3e)           | 1er tour      | Kagoshima   | Université de Kanoya (5) (1er)    | N/Q           |
| Aichi       | Université Chūkyō (5) (8e)           | N/Q           | Okinawa     | Okinawa SV (4) (5e)               | N/Q           |
| Mie         | Veertien Mie (4) (4e)                | 2e tour       | Okinawa     | Okinawa SV (4) (5e)               | N/Q           |

## Résultats

### Premier tour
Le 12 mars est publié le calendrier de la compétition et l'ordre des matchs des trois premiers tours.
| Match 1                     | Kataller Toyama (J3)                     | 3 - 0   | Université du Kansai (JRL) |                                                                            |                                                                            |
| 26 mai 2024 13h00 UTC+09:00 | Nishiya 23e · Sasaki 27e · Takahashi 87e | (2 - 0) |                            | Takaoka Sports Core, Takaoka Spectateurs : 1 575 Arbitrage : Koki Yasukawa | Takaoka Sports Core, Takaoka Spectateurs : 1 575 Arbitrage : Koki Yasukawa |
| 26 mai 2024 13h00 UTC+09:00 | Nishiya 32e · Sera 90+2e                 | Rapport |                            | Takaoka Sports Core, Takaoka Spectateurs : 1 575 Arbitrage : Koki Yasukawa | Takaoka Sports Core, Takaoka Spectateurs : 1 575 Arbitrage : Koki Yasukawa |

| Match 2                     | Iwate Grulla Morioka (J3)               | 3 - 1   | Hokkaido Tokachi Sky Earth (JRL) |                                                                   |                                                                   |
| 26 mai 2024 13h00 UTC+09:00 | Niizato 10e · Fukagawa 32e · Tokura 52e | (2 - 0) | 47e Yoshida                      | Stade Iwagin, Morioka Spectateurs : 644 Arbitrage : Masakazu Kato | Stade Iwagin, Morioka Spectateurs : 644 Arbitrage : Masakazu Kato |
| 26 mai 2024 13h00 UTC+09:00 | Kogure 17e · Kiri 78e · Yamato 88e      | Rapport | 79e Mizuno                       | Stade Iwagin, Morioka Spectateurs : 644 Arbitrage : Masakazu Kato | Stade Iwagin, Morioka Spectateurs : 644 Arbitrage : Masakazu Kato |

| Match 3                     | Université de Tsukuba (JRL) | 1 - 0   | Université Meiji (JRL) |                                                                          |                                                                          |
| 26 mai 2024 13h00 UTC+09:00 | Ikegaya 75e                 | (0 - 0) |                        | Stade K's denki Mito, Mito Spectateurs : 743 Arbitrage : Kiyoto Takeuchi | Stade K's denki Mito, Mito Spectateurs : 743 Arbitrage : Kiyoto Takeuchi |
| 26 mai 2024 13h00 UTC+09:00 | Ikegaya 83e                 | Rapport | 53e Ozawa              | Stade K's denki Mito, Mito Spectateurs : 743 Arbitrage : Kiyoto Takeuchi | Stade K's denki Mito, Mito Spectateurs : 743 Arbitrage : Kiyoto Takeuchi |

| Match 4                     | FC Tokushima (JRL)                                             | 0 - 1 ap              | J-Lease FC (JRL) |                                                                    |                                                                    |
| 26 mai 2024 13h00 UTC+09:00 |                                                                | (0 - 0, 0 - 0, 0 - 1) | 102e Hattanda    | Stade Pocarisweat, Naruto Spectateurs : 365 Arbitrage : Shohei Oto | Stade Pocarisweat, Naruto Spectateurs : 365 Arbitrage : Shohei Oto |
| 26 mai 2024 13h00 UTC+09:00 | Himeda 17e · Minamino 40e · Motoyoshi 45+1e, 59e · Nomura 113e | Rapport               |                  | Stade Pocarisweat, Naruto Spectateurs : 365 Arbitrage : Shohei Oto | Stade Pocarisweat, Naruto Spectateurs : 365 Arbitrage : Shohei Oto |

| Match 5                     | Université Kanoya (JRL) | 0 - 3   | Giravanz Kitakyushu (J3)          |                                                                           |                                                                           |
| 26 mai 2024 13h00 UTC+09:00 |                         | (0 - 3) | 16e Hirayama · 27e 37e Ushinohama | Stade Osako Yuya, Minamisatsuma Spectateurs : 414 Arbitrage : Yuki Murata | Stade Osako Yuya, Minamisatsuma Spectateurs : 414 Arbitrage : Yuki Murata |
| 26 mai 2024 13h00 UTC+09:00 | Toda 33e · Kasagi 56e   | Rapport | 40e Hirayama · 81e Hasegawa       | Stade Osako Yuya, Minamisatsuma Spectateurs : 414 Arbitrage : Yuki Murata | Stade Osako Yuya, Minamisatsuma Spectateurs : 414 Arbitrage : Yuki Murata |

| Match 6                     | Mitsubishi Mizushima (JRL)           | 3 - 4 ap              | Kamatamare Sanuki (J3)                          |                                                                                 |                                                                                 |
| 26 mai 2024 13h00 UTC+09:00 | Miyazawa 42e · Tsunashima 48e 120+1e | (1 - 0, 2 - 2, 2 - 3) | 60e 83e Akahoshi · 97e Yoshida · 107e Kawanishi | Stade Fukuyama Tsuun Rose, Fukuyama Spectateurs : 547 Arbitrage : Ken Tsukahara | Stade Fukuyama Tsuun Rose, Fukuyama Spectateurs : 547 Arbitrage : Ken Tsukahara |
| 26 mai 2024 13h00 UTC+09:00 | Fukuda 90+3e · Nagaya 109e           | Rapport               | 41e Hasegawa                                    | Stade Fukuyama Tsuun Rose, Fukuyama Spectateurs : 547 Arbitrage : Ken Tsukahara | Stade Fukuyama Tsuun Rose, Fukuyama Spectateurs : 547 Arbitrage : Ken Tsukahara |

| Match 7                     | Nara Club (J3)                         | 3 - 2   | Université Kyoto Sangyo (JRL)                   |                                                                     |                                                                     |
| 25 mai 2024 13h00 UTC+09:00 | Nishida 34e · 52e (csc) · Suzuki 90+1e | (1 - 2) | 3e Suetani · 33e Kanno                          | Rohto Field Nara, Nara Spectateurs : 473 Arbitrage : Yoshihito Hori | Rohto Field Nara, Nara Spectateurs : 473 Arbitrage : Yoshihito Hori |
| 25 mai 2024 13h00 UTC+09:00 |                                        | Rapport | 35e Heito · 57e Kimura · 61e Kanno · 86e Nakata | Rohto Field Nara, Nara Spectateurs : 473 Arbitrage : Yoshihito Hori | Rohto Field Nara, Nara Spectateurs : 473 Arbitrage : Yoshihito Hori |

| Match 8                     | Kochi United (JFL) | 1 - 0   | Belugarosso Iwami (JRL) |                                                                                          |                                                                                          |
| 26 mai 2024 13h00 UTC+09:00 | Toya 36e           | (1 - 0) |                         | Terrain de football du parc sportif Haruno, Kōchi Spectateurs : 462 Arbitrage : Yuta Oho | Terrain de football du parc sportif Haruno, Kōchi Spectateurs : 462 Arbitrage : Yuta Oho |
| 26 mai 2024 13h00 UTC+09:00 | Rapport            |         |                         | Terrain de football du parc sportif Haruno, Kōchi Spectateurs : 462 Arbitrage : Yuta Oho | Terrain de football du parc sportif Haruno, Kōchi Spectateurs : 462 Arbitrage : Yuta Oho |

| Match 9                     | Vanraure Hachinohe (J3)  | 2 - 0   | Briobecca Urayasu (JFL)                             |                                                                       |                                                                       |
| 26 mai 2024 13h00 UTC+09:00 | Otoizumi 30e · Senoo 85e | (1 - 0) |                                                     | Stade Prifoods, Hachinohe Spectateurs : 693 Arbitrage : Daichi Shiino | Stade Prifoods, Hachinohe Spectateurs : 693 Arbitrage : Daichi Shiino |
| 26 mai 2024 13h00 UTC+09:00 | Yamauchi 32e             | Rapport | 43e Kojima · 82e Kikuchi · 88e Mine · 90+4e Shimura | Stade Prifoods, Hachinohe Spectateurs : 693 Arbitrage : Daichi Shiino | Stade Prifoods, Hachinohe Spectateurs : 693 Arbitrage : Daichi Shiino |

| Match 10                    | Arterivo Wakayama (JRL) | 1 - 2   | Japan Soccer College (JRL) |                                                                                |                                                                                |
| 26 mai 2024 13h00 UTC+09:00 | Kokubo 58e              | (0 - 2) | 33e Ohno · 42e Honda       | Stade d'athlétisme Kimiidera, Wakayama Spectateurs : 472 Arbitrage : Ryu Manao | Stade d'athlétisme Kimiidera, Wakayama Spectateurs : 472 Arbitrage : Ryu Manao |
| 26 mai 2024 13h00 UTC+09:00 |                         | Rapport | 11e Shinoda · 45e Ando     | Stade d'athlétisme Kimiidera, Wakayama Spectateurs : 472 Arbitrage : Ryu Manao | Stade d'athlétisme Kimiidera, Wakayama Spectateurs : 472 Arbitrage : Ryu Manao |

| Match 11                    | Fukui United (JRL) | 0 - 3   | Omiya Ardija (J3)                      |                                                                           |                                                                           |
| 26 mai 2024 13h00 UTC+09:00 |                    | (0 - 1) | 31e Kojima · 60e Izumisawa · 88e Osawa | Stade Technoport Fukui, Sakai Spectateurs : 943 Arbitrage : Satoshi Itaya | Stade Technoport Fukui, Sakai Spectateurs : 943 Arbitrage : Satoshi Itaya |
| 26 mai 2024 13h00 UTC+09:00 |                    | Rapport | 40e Urakami                            | Stade Technoport Fukui, Sakai Spectateurs : 943 Arbitrage : Satoshi Itaya | Stade Technoport Fukui, Sakai Spectateurs : 943 Arbitrage : Satoshi Itaya |

| Match 12                    | Université Tōkai (JRL) | 0 - 4   | Mitsubishi Heavy Industries (7)                               |                                                                            |                                                                            |
| 25 mai 2024 13h00 UTC+09:00 |                        | (0 - 2) | 20e Hamamoto · 43e Shiigeki Kurihara · 56e Ihara · 64e Hirano | Stade Kumamoto Suizenji, Kumamoto Spectateurs : 178 Arbitrage : Sho Takagi | Stade Kumamoto Suizenji, Kumamoto Spectateurs : 178 Arbitrage : Sho Takagi |
| 25 mai 2024 13h00 UTC+09:00 | Sakurai 74e            | Rapport |                                                               | Stade Kumamoto Suizenji, Kumamoto Spectateurs : 178 Arbitrage : Sho Takagi | Stade Kumamoto Suizenji, Kumamoto Spectateurs : 178 Arbitrage : Sho Takagi |

| Match 13                    | FC Gifu (J3)                     | 1 - 0   | Azul Claro Numazu (J3)   |                                                                          |                                                                          |
| 25 mai 2024 13h00 UTC+09:00 | Fujioka 64e                      | (0 - 0) |                          | Gifu Memorial Center, Gifu Spectateurs : 1 129 Arbitrage : Shinya Sasaki | Gifu Memorial Center, Gifu Spectateurs : 1 129 Arbitrage : Shinya Sasaki |
| 25 mai 2024 13h00 UTC+09:00 | Hagino Modèle:Ye · Lee Y.-J. 88e | Rapport | 21e Tsukegi · 60e Numata | Gifu Memorial Center, Gifu Spectateurs : 1 129 Arbitrage : Shinya Sasaki | Gifu Memorial Center, Gifu Spectateurs : 1 129 Arbitrage : Shinya Sasaki |

| Match 14                    | Fukushima United (J3)                                                                      | 9 - 0   | Oyama SC (6) |                                                                         |                                                                         |
| 26 mai 2024 13h00 UTC+09:00 | Shimizu 11e 34e 83e · Kato 26e · Akiyama 39e · Yajima 42e · Awano 72e · Shiohama 84e 90+1e | (5 - 0) |              | Stade J-Village, Naraha Spectateurs : 280 Arbitrage : Kentaro Kobayashi | Stade J-Village, Naraha Spectateurs : 280 Arbitrage : Kentaro Kobayashi |
| 26 mai 2024 13h00 UTC+09:00 | Rapport                                                                                    |         |              | Stade J-Village, Naraha Spectateurs : 280 Arbitrage : Kentaro Kobayashi | Stade J-Village, Naraha Spectateurs : 280 Arbitrage : Kentaro Kobayashi |

| Match 15                    | Tegevajaro Miyazaki (J3)                              | 4 - 0   | Kawasoe Club (JRL) |                                                                                      |                                                                                      |
| 25 mai 2024 13h00 UTC+09:00 | 14e (csc) · Hashimoto 28e · Ano 68e · Yoshizawa 90+3e | (2 - 0) |                    | Stade Ichigo Miyazaki Shintomi, Shintomi Spectateurs : 347 Arbitrage : Masaki Adachi | Stade Ichigo Miyazaki Shintomi, Shintomi Spectateurs : 347 Arbitrage : Masaki Adachi |
| 25 mai 2024 13h00 UTC+09:00 | Yoshinaga 63e · Tsujioka 78e                          | Rapport |                    | Stade Ichigo Miyazaki Shintomi, Shintomi Spectateurs : 347 Arbitrage : Masaki Adachi | Stade Ichigo Miyazaki Shintomi, Shintomi Spectateurs : 347 Arbitrage : Masaki Adachi |

| Match 16                    | Sony Sendai (JFL)                       | 3 - 1   | Tonan Maebashi (6) |                                                                                    |                                                                                    |
| 25 mai 2024 13h00 UTC+09:00 | Ito 83e · Nunokata 90e · Nakayama 90+2e | (0 - 1) | 42e Kim T.-H.      | Miyagi Co-op Megumino Soccer Field, Rifu Spectateurs : 218 Arbitrage : Taku Nagaya | Miyagi Co-op Megumino Soccer Field, Rifu Spectateurs : 218 Arbitrage : Taku Nagaya |
| 25 mai 2024 13h00 UTC+09:00 | Rapport                                 |         |                    | Miyagi Co-op Megumino Soccer Field, Rifu Spectateurs : 218 Arbitrage : Taku Nagaya | Miyagi Co-op Megumino Soccer Field, Rifu Spectateurs : 218 Arbitrage : Taku Nagaya |

| Match 17                    | Veertien Mie (JFL) | 1 - 0   | FC Imabari (J3)   |                                                                         |                                                                         |
| 26 mai 2024 13h00 UTC+09:00 | Tamura 34e         | (1 - 0) |                   | Stade LA.PITA Toin, Tōin Spectateurs : 642 Arbitrage : Ryuhei Yamaguchi | Stade LA.PITA Toin, Tōin Spectateurs : 642 Arbitrage : Ryuhei Yamaguchi |
| 26 mai 2024 13h00 UTC+09:00 |                    | Rapport | 33e, 46e Ichihara | Stade LA.PITA Toin, Tōin Spectateurs : 642 Arbitrage : Ryuhei Yamaguchi | Stade LA.PITA Toin, Tōin Spectateurs : 642 Arbitrage : Ryuhei Yamaguchi |

| Match 18                    | Université de Sport Biwako Seikei (JRL) | 0 - 1   | Université Chūkyō (JRL) |                                                                              |                                                                              |
| 26 mai 2024 13h00 UTC+09:00 |                                         | (0 - 1) | 16e Shindo              | Stade Heiwado Hato, Hikone Spectateurs : 522 Arbitrage : Masatetsu Hiratsuka | Stade Heiwado Hato, Hikone Spectateurs : 522 Arbitrage : Masatetsu Hiratsuka |
| 26 mai 2024 13h00 UTC+09:00 | Rapport                                 |         |                         | Stade Heiwado Hato, Hikone Spectateurs : 522 Arbitrage : Masatetsu Hiratsuka | Stade Heiwado Hato, Hikone Spectateurs : 522 Arbitrage : Masatetsu Hiratsuka |

| Match 19                    | Gainare Tottori (J3)                             | 1 - 1 ap 3 - 4 t. a. b. | Baleine Shimonoseki (JRL)                 |                                                                          |                                                                          |
| 26 mai 2024 13h00 UTC+09:00 | Matsuki 80e                                      | (0 - 0, 1 - 1, 1 - 1)   | 65e Nomiyama                              | Stade Axis Bird, Tottori Spectateurs : 660 Arbitrage : Akifumi Kawakatsu | Stade Axis Bird, Tottori Spectateurs : 660 Arbitrage : Akifumi Kawakatsu |
| 26 mai 2024 13h00 UTC+09:00 | Koizumi 75e · Tojo 102e · Kaneura 113e           | Rapport                 | 28e Handa · 44e Hieda ·                   | Stade Axis Bird, Tottori Spectateurs : 660 Arbitrage : Akifumi Kawakatsu | Stade Axis Bird, Tottori Spectateurs : 660 Arbitrage : Akifumi Kawakatsu |
| 26 mai 2024 13h00 UTC+09:00 | Matsuki · Hasegawa · Miyata · Koizumi · Sakamoto | Tirs au but 3 - 4       | Nomiyama · Toda · Handa · Harasaki · Sato | Stade Axis Bird, Tottori Spectateurs : 660 Arbitrage : Akifumi Kawakatsu | Stade Axis Bird, Tottori Spectateurs : 660 Arbitrage : Akifumi Kawakatsu |

| Match 20                    | Zweigen Kanazawa (J3)                          | 1 - 1 3 - 4 t. a. b.  | Université Kōnan (JRL)                     |                                                                      |                                                                      |
| 25 mai 2024 13h00 UTC+09:00 | Shoji 9e                                       | (1 - 0, 1 - 1, 1 - 1) | 62e Shimizu                                | Stade Kanazawa, Kanazawa Spectateurs : 1 271 Arbitrage : Kenya Ohara | Stade Kanazawa, Kanazawa Spectateurs : 1 271 Arbitrage : Kenya Ohara |
| 25 mai 2024 13h00 UTC+09:00 |                                                | Rapport               | 114e Sakaguchi ·                           | Stade Kanazawa, Kanazawa Spectateurs : 1 271 Arbitrage : Kenya Ohara | Stade Kanazawa, Kanazawa Spectateurs : 1 271 Arbitrage : Kenya Ohara |
| 25 mai 2024 13h00 UTC+09:00 | Kajiura · Takashio · Okizaki · Inoue · Sugiura | Tirs au but 3 - 4     | Manqué · Réussi · Réussi · Réussi · Réussi | Stade Kanazawa, Kanazawa Spectateurs : 1 271 Arbitrage : Kenya Ohara | Stade Kanazawa, Kanazawa Spectateurs : 1 271 Arbitrage : Kenya Ohara |

| Match 21                    | AC Nagano Parceiro (J3)                                                     | 7 - 0   | Saruta Kogyo (6) |                                                                        |                                                                        |
| 26 mai 2024 13h00 UTC+09:00 | Morikawa 29e · Sanda 38e 47e · Shin 42e · Fujimori 81e · Kihara 90+2e 90+3e | (3 - 0) |                  | Stade Matsumoto, Matsumoto Spectateurs : 809 Arbitrage : Aïto Nakagawa | Stade Matsumoto, Matsumoto Spectateurs : 809 Arbitrage : Aïto Nakagawa |
| 26 mai 2024 13h00 UTC+09:00 | Ando 88e                                                                    | Rapport |                  | Stade Matsumoto, Matsumoto Spectateurs : 809 Arbitrage : Aïto Nakagawa | Stade Matsumoto, Matsumoto Spectateurs : 809 Arbitrage : Aïto Nakagawa |

| Match 22                    | Fukuyama City (JRL)                 | 3 - 0   | Okinawa SV (JFL) |                                                                                     |                                                                                     |
| 26 mai 2024 13h00 UTC+09:00 | Okubo 2e · Sugiura 10e · Nohama 76e | (2 - 0) |                  | Edion Peace Wing Hiroshima, Hiroshima Spectateurs : 1 232 Arbitrage : Hiroki Tanabé | Edion Peace Wing Hiroshima, Hiroshima Spectateurs : 1 232 Arbitrage : Hiroki Tanabé |
| 26 mai 2024 13h00 UTC+09:00 | Okubo 72e                           | Rapport | 54e Matsushita   | Edion Peace Wing Hiroshima, Hiroshima Spectateurs : 1 232 Arbitrage : Hiroki Tanabé | Edion Peace Wing Hiroshima, Hiroshima Spectateurs : 1 232 Arbitrage : Hiroki Tanabé |

| Match 23                    | Tochigi City (JFL) | 1 - 0   | Yokogawa Musashino (JFL)              |                                                                            |                                                                            |
| 25 mai 2024 13h00 UTC+09:00 | Suzuki 48e         | (0 - 0) |                                       | Stade Tochigi Green, Utsunomiya Spectateurs : 357 Arbitrage : Yuki Nishida | Stade Tochigi Green, Utsunomiya Spectateurs : 357 Arbitrage : Yuki Nishida |
| 25 mai 2024 13h00 UTC+09:00 | Suzuki 27e         | Rapport | 69e Yamazaki · 79e Kaneda · 90e Torii | Stade Tochigi Green, Utsunomiya Spectateurs : 357 Arbitrage : Yuki Nishida | Stade Tochigi Green, Utsunomiya Spectateurs : 357 Arbitrage : Yuki Nishida |

| Match 24                    | SC Sagamihara (J3)                           | 3 - 0   | Université Yamanashi Gakuin (6) |                                                                                 |                                                                                 |
| 25 mai 2024 13h00 UTC+09:00 | Fujinuma 14e · Makiyama 45+1e · Takagi 90+2e | (2 - 0) |                                 | Stade Lemon Gas Hiratsuka, Hiratsuka Spectateurs : 860 Arbitrage : Ryo Munakata | Stade Lemon Gas Hiratsuka, Hiratsuka Spectateurs : 860 Arbitrage : Ryo Munakata |
| 25 mai 2024 13h00 UTC+09:00 | Rapport                                      |         |                                 | Stade Lemon Gas Hiratsuka, Hiratsuka Spectateurs : 860 Arbitrage : Ryo Munakata | Stade Lemon Gas Hiratsuka, Hiratsuka Spectateurs : 860 Arbitrage : Ryo Munakata |

### Deuxième tour
| Match 25                     | Vissel Kobe (J1)           | 2 - 0   | Kataller Toyama (J3) |                                                               |                                                               |
| 12 juin 2024 19h00 UTC+09:00 | Miyashiro 15e · Patric 60e | (1 - 0) |                      | Stade Noevir, Kobe Spectateurs : 3 907 Arbitrage : Koya Yukie | Stade Noevir, Kobe Spectateurs : 3 907 Arbitrage : Koya Yukie |
| 12 juin 2024 19h00 UTC+09:00 | Rapport                    |         |                      | Stade Noevir, Kobe Spectateurs : 3 907 Arbitrage : Koya Yukie | Stade Noevir, Kobe Spectateurs : 3 907 Arbitrage : Koya Yukie |

| Match 26                     | Tokushima Vortis (J2) | 1 - 0   | Vegalta Sendai (J2) |                                                                         |                                                                         |
| 12 juin 2024 19h00 UTC+09:00 | Watari 90+3e          | (0 - 0) |                     | Stade Pocari Sweat, Naruto Spectateurs : 1 515 Arbitrage : Seikazu Sato | Stade Pocari Sweat, Naruto Spectateurs : 1 515 Arbitrage : Seikazu Sato |
| 12 juin 2024 19h00 UTC+09:00 | Mafaldo 13e           | Rapport | 85e Myogan          | Stade Pocari Sweat, Naruto Spectateurs : 1 515 Arbitrage : Seikazu Sato | Stade Pocari Sweat, Naruto Spectateurs : 1 515 Arbitrage : Seikazu Sato |

| Match 27                     | Kashiwa Reysol (J1) | 2 - 0   | Iwate Grulla Morioka (J3) |                                                                                     |                                                                                     |
| 12 juin 2024 19h00 UTC+09:00 | Yamamoto 64e 75e    | (0 - 0) |                           | Stade Kashiwa Sankyo Frontier, Kashiwa Spectateurs : 3 005 Arbitrage : Takuto Okabe | Stade Kashiwa Sankyo Frontier, Kashiwa Spectateurs : 3 005 Arbitrage : Takuto Okabe |
| 12 juin 2024 19h00 UTC+09:00 |                     | Rapport | 31e Fukagawa · 23e Toyoda | Stade Kashiwa Sankyo Frontier, Kashiwa Spectateurs : 3 005 Arbitrage : Takuto Okabe | Stade Kashiwa Sankyo Frontier, Kashiwa Spectateurs : 3 005 Arbitrage : Takuto Okabe |

| Match 28                     | FC Machida Zelvia (J1)        | 1 - 1 ap 2 - 4 t. a. b. | Université de Tsukuba (JRL)              |                                                                                |                                                                                |
| 12 juin 2024 18h30 UTC+09:00 | Yasui 22e                     | (1 - 0, 1 - 1, 1 - 1)   | 90+1e Uchino                             | Stade Machida GION, Machida Spectateurs : 1 948 Arbitrage : Koichiro Fukushima | Stade Machida GION, Machida Spectateurs : 1 948 Arbitrage : Koichiro Fukushima |
| 12 juin 2024 18h30 UTC+09:00 | Duke 45+3e                    | Rapport                 | 24e Suwama · 107e Tokunaga ·             | Stade Machida GION, Machida Spectateurs : 1 948 Arbitrage : Koichiro Fukushima | Stade Machida GION, Machida Spectateurs : 1 948 Arbitrage : Koichiro Fukushima |
| 12 juin 2024 18h30 UTC+09:00 | Erik · Suzuki · Inaba · Araki | Tirs au but 2 - 4       | Uchino · Kato · Okita · Kobayashi · Sumi | Stade Machida GION, Machida Spectateurs : 1 948 Arbitrage : Koichiro Fukushima | Stade Machida GION, Machida Spectateurs : 1 948 Arbitrage : Koichiro Fukushima |

| Match 29                     | Cerezo Osaka (J1)                     | 3 - 1   | J-Lease FC (JRL) |                                                                         |                                                                         |
| 12 juin 2024 19h00 UTC+09:00 | Watanabe 7e · Sakata 14e · Tameda 64e | (2 - 1) | 27e Fukumoto     | Stade Yodoko Sakura, Osaka Spectateurs : 2 901 Arbitrage : Naoto Uehara | Stade Yodoko Sakura, Osaka Spectateurs : 2 901 Arbitrage : Naoto Uehara |
| 12 juin 2024 19h00 UTC+09:00 | Tanaka 81e                            | Rapport |                  | Stade Yodoko Sakura, Osaka Spectateurs : 2 901 Arbitrage : Naoto Uehara | Stade Yodoko Sakura, Osaka Spectateurs : 2 901 Arbitrage : Naoto Uehara |

| Match 30                     | Ventforet Kōfu (J2) | 2 - 0   | Honda FC (JFL) |                                                                            |                                                                            |
| 12 juin 2024 19h00 UTC+09:00 | Utaka 82e 90+1e     | (0 - 0) |                | Stade JIT Recycle Ink, Kōfu Spectateurs : 3 391 Arbitrage : Tomohiro Inoue | Stade JIT Recycle Ink, Kōfu Spectateurs : 3 391 Arbitrage : Tomohiro Inoue |
| 12 juin 2024 19h00 UTC+09:00 | Imazu 27e           | Rapport | 42e Kusumoto   | Stade JIT Recycle Ink, Kōfu Spectateurs : 3 391 Arbitrage : Tomohiro Inoue | Stade JIT Recycle Ink, Kōfu Spectateurs : 3 391 Arbitrage : Tomohiro Inoue |

| Match 31                     | Albirex Niigata (J1)                                          | 4 - 4 ap 3 - 1 t. a. b. | Giravanz Kitakyushu (J3)                                      |                                                                              |                                                                              |
| 12 juin 2024 19h00 UTC+09:00 | Komi 14e · Taniguchi 45+3e · Okumura 53e · Akiyama 90e (pen.) | (2 - 2, 4 - 4, 0 - 0)   | 37e Takahashi · 42e Sakamoto · 78e Watanabe · 90+4e Takayoshi | Stade Denka Big Swan, Niigata Spectateurs : 6 519 Arbitrage : Yudai Yamamoto | Stade Denka Big Swan, Niigata Spectateurs : 6 519 Arbitrage : Yudai Yamamoto |
| 12 juin 2024 19h00 UTC+09:00 | Akiyama 102e                                                  | Rapport                 | 70e Kiyama ·                                                  | Stade Denka Big Swan, Niigata Spectateurs : 6 519 Arbitrage : Yudai Yamamoto | Stade Denka Big Swan, Niigata Spectateurs : 6 519 Arbitrage : Yudai Yamamoto |
| 12 juin 2024 19h00 UTC+09:00 | Akiyama · Suzuki · Horigome                                   | Tirs au but 3 - 1       | Hirahara · Hasegawa · Kudo · Watanabe                         | Stade Denka Big Swan, Niigata Spectateurs : 6 519 Arbitrage : Yudai Yamamoto | Stade Denka Big Swan, Niigata Spectateurs : 6 519 Arbitrage : Yudai Yamamoto |

| Match 32                     | V-Varen Nagasaki (J2)                  | 3 - 2   | Kamatamare Sanuki (J3)   |                                                                                     |                                                                                     |
| 12 juin 2024 19h00 UTC+09:00 | Matsuzawa 1re · Juanma 3e · Yamada 58e | (2 - 1) | 44e Sago · 70e Kawanishi | Stade Transcosmos Nagasaki, Isahaya Spectateurs : 2 192 Arbitrage : Shuhei Ishimaru | Stade Transcosmos Nagasaki, Isahaya Spectateurs : 2 192 Arbitrage : Shuhei Ishimaru |
| 12 juin 2024 19h00 UTC+09:00 |                                        | Rapport | 45e Tao                  | Stade Transcosmos Nagasaki, Isahaya Spectateurs : 2 192 Arbitrage : Shuhei Ishimaru | Stade Transcosmos Nagasaki, Isahaya Spectateurs : 2 192 Arbitrage : Shuhei Ishimaru |

| Match 33                     | Kashima Antlers (J1)    | 2 - 1   | Nara Club (J3)                 |                                                                           |                                                                           |
| 12 juin 2024 19h00 UTC+09:00 | Čavrić 21e · Suzuki 53e | (1 - 1) | 41e (csc) Yamada               | Stade de Kashima, Kashima Spectateurs : 4 150 Arbitrage : Akihiko Ikeuchi | Stade de Kashima, Kashima Spectateurs : 4 150 Arbitrage : Akihiko Ikeuchi |
| 12 juin 2024 19h00 UTC+09:00 |                         | Rapport | 45+2e Terashima · 74e Kunitake | Stade de Kashima, Kashima Spectateurs : 4 150 Arbitrage : Akihiko Ikeuchi | Stade de Kashima, Kashima Spectateurs : 4 150 Arbitrage : Akihiko Ikeuchi |

| Match 34                     | Fujieda MYFC (J2)           | 2 - 0   | Tochigi SC (J2) |                                                                          |                                                                          |
| 12 juin 2024 19h00 UTC+09:00 | Shimabuku 5e · Nakagawa 33e | (2 - 0) |                 | Stade Fujieda Football, Fujieda Spectateurs : 867 Arbitrage : Reo Tanaka | Stade Fujieda Football, Fujieda Spectateurs : 867 Arbitrage : Reo Tanaka |
| 12 juin 2024 19h00 UTC+09:00 | Rapport                     |         |                 | Stade Fujieda Football, Fujieda Spectateurs : 867 Arbitrage : Reo Tanaka | Stade Fujieda Football, Fujieda Spectateurs : 867 Arbitrage : Reo Tanaka |

| Match 35                     | Sagan Tosu (J1)        | 2 - 1   | Kochi United (JFL) |                                                                                  |                                                                                  |
| 12 juin 2024 19h00 UTC+09:00 | Araújo 3e 51e          | (1 - 1) | 44e Kobayashi      | Stade Ekimae Real Estate, Tosu Spectateurs : 2 126 Arbitrage : Damien Sylvestjak | Stade Ekimae Real Estate, Tosu Spectateurs : 2 126 Arbitrage : Damien Sylvestjak |
| 12 juin 2024 19h00 UTC+09:00 | Moriya 42e · Riera 42e | Rapport |                    | Stade Ekimae Real Estate, Tosu Spectateurs : 2 126 Arbitrage : Damien Sylvestjak | Stade Ekimae Real Estate, Tosu Spectateurs : 2 126 Arbitrage : Damien Sylvestjak |

| Match 36                     | Yokohama FC (J2)      | 2 - 1 ap              | Vanraure Hachinohe (J3)                 |                                                                                    |                                                                                    |
| 12 juin 2024 19h00 UTC+09:00 | Mita 58e · Muroi 109e | (0 - 0, 1 - 1, 1 - 1) | 88e Senoo                               | Stade NHK Spring Mitsuzawa, Yokohama Spectateurs : 1 287 Arbitrage : Motoki Tawara | Stade NHK Spring Mitsuzawa, Yokohama Spectateurs : 1 287 Arbitrage : Motoki Tawara |
| 12 juin 2024 19h00 UTC+09:00 |                       | Rapport               | 31e Yagishita · 54e Sasaki · 63e Nagata | Stade NHK Spring Mitsuzawa, Yokohama Spectateurs : 1 287 Arbitrage : Motoki Tawara | Stade NHK Spring Mitsuzawa, Yokohama Spectateurs : 1 287 Arbitrage : Motoki Tawara |

| Match 37                     | Nagoya Grampus (J1) | 0 - 1   | Japan Soccer College (JRL)     |                                                                    |                                                                    |
| 12 juin 2024 18h30 UTC+09:00 |                     | (0 - 0) | 51e Uemoto                     | Stade Toyota, Toyota Spectateurs : 3 178 Arbitrage : Koji Takasaki | Stade Toyota, Toyota Spectateurs : 3 178 Arbitrage : Koji Takasaki |
| 12 juin 2024 18h30 UTC+09:00 | Shiihashi 86e       | Rapport | 4e Ishibashi · 90+6e Kuramochi | Stade Toyota, Toyota Spectateurs : 3 178 Arbitrage : Koji Takasaki | Stade Toyota, Toyota Spectateurs : 3 178 Arbitrage : Koji Takasaki |

| Match 38                     | Thespa Gunma (J2)                           | 1 - 1 ap 2 - 3 t. a. b. | Renofa Yamaguchi (J2)                          |                                                                               |                                                                               |
| 12 juin 2024 19h00 UTC+09:00 | Hosogai 40e                                 | (1 - 0, 1 - 1, 1 - 1)   | 60e Sílvio                                     | Stade Shoda Shoyu Gunma, Maebashi Spectateurs : 957 Arbitrage : Daichi Shiino | Stade Shoda Shoyu Gunma, Maebashi Spectateurs : 957 Arbitrage : Daichi Shiino |
| 12 juin 2024 19h00 UTC+09:00 | Sato 12e · Hosogai 20e                      | Rapport                 | 76e Kato · 106e Wakatsuki ·                    | Stade Shoda Shoyu Gunma, Maebashi Spectateurs : 957 Arbitrage : Daichi Shiino | Stade Shoda Shoyu Gunma, Maebashi Spectateurs : 957 Arbitrage : Daichi Shiino |
| 12 juin 2024 19h00 UTC+09:00 | Sato · Saito · Iwamoto · Sagawa · Tagashira | Tirs au but 2 - 3       | Kato · Tanabe · Ishikawa · Suenaga · Wakatsuki | Stade Shoda Shoyu Gunma, Maebashi Spectateurs : 957 Arbitrage : Daichi Shiino | Stade Shoda Shoyu Gunma, Maebashi Spectateurs : 957 Arbitrage : Daichi Shiino |

| Match 39                     | Kyoto Sanga (J1)              | 2 - 0   | Omiya Ardija (J3) |                                                                          |                                                                          |
| 12 juin 2024 19h00 UTC+09:00 | Yachida 24e · Yamasaki 53e    | (1 - 0) |                   | Stade Takebishi Kyoto, Kyoto Spectateurs : 2 718 Arbitrage : Yuzo Sutani | Stade Takebishi Kyoto, Kyoto Spectateurs : 2 718 Arbitrage : Yuzo Sutani |
| 12 juin 2024 19h00 UTC+09:00 | Yuto Misao 42e · Yamasaki 52e | Rapport | 34e Shimizu       | Stade Takebishi Kyoto, Kyoto Spectateurs : 2 718 Arbitrage : Yuzo Sutani | Stade Takebishi Kyoto, Kyoto Spectateurs : 2 718 Arbitrage : Yuzo Sutani |

| Match 40                     | Shimizu S-Pulse (J2)                                                                                 | 9 - 0   | Mitsubishi Heavy Industries (7)         |                                                                              |                                                                              |
| 12 juin 2024 19h00 UTC+09:00 | Tanque 7e · Matsuzaki 29e · Kawatani 56e · Gunji 57e 64e 69e 83e · Chiba 63e (pen.) · Kitagawa 90+4e | (2 - 0) |                                         | Stade IAI Nihondaira, Shizuoka Spectateurs : 3 029 Arbitrage : Yosuke Kubota | Stade IAI Nihondaira, Shizuoka Spectateurs : 3 029 Arbitrage : Yosuke Kubota |
| 12 juin 2024 19h00 UTC+09:00 | Tanque 45e · Morishige 54e                                                                           | Rapport | 9e Kaneoka · 47e Hamamoto · 61e Higashi | Stade IAI Nihondaira, Shizuoka Spectateurs : 3 029 Arbitrage : Yosuke Kubota | Stade IAI Nihondaira, Shizuoka Spectateurs : 3 029 Arbitrage : Yosuke Kubota |

| Match 41                     | Yokohama F. Marinos (J1)                                | 2 - 2 ap 5 - 4 t. a. b. | FC Gifu (J3)                              |                                                                          |                                                                          |
| 12 juin 2024 19h00 UTC+09:00 | Uenaka 81e · Inoue 90+6e                                | (0 - 0, 2 - 2, 2 - 2)   | 83e Arakaki · 89e Taguchi                 | Stade Gifu Nagaragawa, Gifu Spectateurs : 3 515 Arbitrage : Shū Kawamata | Stade Gifu Nagaragawa, Gifu Spectateurs : 3 515 Arbitrage : Shū Kawamata |
| 12 juin 2024 19h00 UTC+09:00 | Uenaka 90+4e                                            | Rapport                 | 107e Wada ·                               | Stade Gifu Nagaragawa, Gifu Spectateurs : 3 515 Arbitrage : Shū Kawamata | Stade Gifu Nagaragawa, Gifu Spectateurs : 3 515 Arbitrage : Shū Kawamata |
| 12 juin 2024 19h00 UTC+09:00 | Uenaka · Yamane · Murakami · Koike · Eduardo {pengoal}} | Tirs au but 5 - 4       | Yamauchi · Taguchi · Kita · Arakaki · Kai | Stade Gifu Nagaragawa, Gifu Spectateurs : 3 515 Arbitrage : Shū Kawamata | Stade Gifu Nagaragawa, Gifu Spectateurs : 3 515 Arbitrage : Shū Kawamata |

| Match 42                     | Roasso Kumamoto (J2)      | 1 - 2   | Mito HollyHock (J2)       |                                                                            |                                                                            |
| 12 juin 2024 19h00 UTC+09:00 | Fujii 29e                 | (1 - 0) | 51e Ando · 90+4e Umeda    | Stade Egao Kenkō, Kumamoto Spectateurs : 2 141 Arbitrage : Tetsuro Yoshida | Stade Egao Kenkō, Kumamoto Spectateurs : 2 141 Arbitrage : Tetsuro Yoshida |
| 12 juin 2024 19h00 UTC+09:00 | Kamimura 46e · Toyoda 90e | Rapport | 60e Takagishi · 87e Umeda | Stade Egao Kenkō, Kumamoto Spectateurs : 2 141 Arbitrage : Tetsuro Yoshida | Stade Egao Kenkō, Kumamoto Spectateurs : 2 141 Arbitrage : Tetsuro Yoshida |

| Match 43                     | Gamba Osaka (J1)                        | 3 - 0   | Fukushima United (J3) |                                                                             |                                                                             |
| 12 juin 2024 19h00 UTC+09:00 | Dawhan 19e · Yamashita 25e · Jebali 35e | (3 - 0) |                       | Stade Panasonic Suita, Suita Spectateurs : 4 738 Arbitrage : Keigo Sendachi | Stade Panasonic Suita, Suita Spectateurs : 4 738 Arbitrage : Keigo Sendachi |
| 12 juin 2024 19h00 UTC+09:00 | Kurata 76e                              | Rapport | 75e Akiyama           | Stade Panasonic Suita, Suita Spectateurs : 4 738 Arbitrage : Keigo Sendachi | Stade Panasonic Suita, Suita Spectateurs : 4 738 Arbitrage : Keigo Sendachi |

| Match 44                     | Júbilo Iwata (J1)            | 1 - 2   | Tegevajaro Miyazaki (J3)     |                                                                  |                                                                  |
| 12 juin 2024 19h00 UTC+09:00 | José 61e                     | (0 - 0) | 77e Ano · 90+4e (pen.) Inoue | Stade Yamaha, Iwata Spectateurs : 3 519 Arbitrage : Yusuke Araki | Stade Yamaha, Iwata Spectateurs : 3 519 Arbitrage : Yusuke Araki |
| 12 juin 2024 19h00 UTC+09:00 | Morioka 58e · Fujiwara 90+6e | Rapport | 81e Yoshizawa                | Stade Yamaha, Iwata Spectateurs : 3 519 Arbitrage : Yusuke Araki | Stade Yamaha, Iwata Spectateurs : 3 519 Arbitrage : Yusuke Araki |

| Match 45                     | Kawasaki Frontale (J1)         | 2 - 0   | Sony Sendai (JFL) |                                                                                             |                                                                                             |
| 12 juin 2024 19h00 UTC+09:00 | Shin Yamada 39e · Marcinho 58e | (1 - 0) |                   | Stade Uvance Todoroki by Fujitsu, Kawasaki Spectateurs : 7 000 Arbitrage : Yūichi Nishimura | Stade Uvance Todoroki by Fujitsu, Kawasaki Spectateurs : 7 000 Arbitrage : Yūichi Nishimura |
| 12 juin 2024 19h00 UTC+09:00 |                                | Rapport | 67e Akimoto       | Stade Uvance Todoroki by Fujitsu, Kawasaki Spectateurs : 7 000 Arbitrage : Yūichi Nishimura | Stade Uvance Todoroki by Fujitsu, Kawasaki Spectateurs : 7 000 Arbitrage : Yūichi Nishimura |

| Match 46                     | Oita Trinita (J2) | 1 - 0   | Kagoshima United (J2) |                                                                        |                                                                        |
| 12 juin 2024 19h00 UTC+09:00 | Isa 73e           | (0 - 0) |                       | Resonac Dome Oita, Ōita Spectateurs : 3 013 Arbitrage : Hayato Shimizu | Resonac Dome Oita, Ōita Spectateurs : 3 013 Arbitrage : Hayato Shimizu |
| 12 juin 2024 19h00 UTC+09:00 | Matsuoka 57e      | Rapport | 31e Chibu             | Resonac Dome Oita, Ōita Spectateurs : 3 013 Arbitrage : Hayato Shimizu | Resonac Dome Oita, Ōita Spectateurs : 3 013 Arbitrage : Hayato Shimizu |

| Match 47                     | FC Tokyo (J1)                              | 3 - 0   | Veertien Mie (JFL) |                                                                      |                                                                      |
| 12 juin 2024 19h00 UTC+09:00 | Higashi 21e · Morishige 37e · Harakawa 42e | (3 - 0) |                    | Stade Ajinomoto, Tokyo Spectateurs : 4 040 Arbitrage : Koki Nagamine | Stade Ajinomoto, Tokyo Spectateurs : 4 040 Arbitrage : Koki Nagamine |
| 12 juin 2024 19h00 UTC+09:00 | Rapport                                    |         |                    | Stade Ajinomoto, Tokyo Spectateurs : 4 040 Arbitrage : Koki Nagamine | Stade Ajinomoto, Tokyo Spectateurs : 4 040 Arbitrage : Koki Nagamine |

| Match 48                     | JEF United Ichihara Chiba (J2) | 2 - 1   | Université Chūkyō (JRL) |                                                                          |                                                                          |
| 12 juin 2024 19h00 UTC+09:00 | Takagi 10e · Kazama 28e        | (2 - 1) | 37e Oride               | Fukuda Denshi Arena, Chiba Spectateurs : 2 692 Arbitrage : Takahito Seta | Fukuda Denshi Arena, Chiba Spectateurs : 2 692 Arbitrage : Takahito Seta |
| 12 juin 2024 19h00 UTC+09:00 |                                | Rapport | 52e Oshitomi            | Fukuda Denshi Arena, Chiba Spectateurs : 2 692 Arbitrage : Takahito Seta | Fukuda Denshi Arena, Chiba Spectateurs : 2 692 Arbitrage : Takahito Seta |

| Match 49                     | Sanfrecce Hiroshima (J1)                                                                                    | 11 - 2  | Baleine Shimonoseki (JRL)  |                                                                                     |                                                                                     |
| 12 juin 2024 18h30 UTC+09:00 | Vieira 7e (pen.) 45+2e 58e · Ohara 26e 51e 80e · Mitsuta 29e 45+4e · Júnior 61e · Aoyama 81e · Ezequiel 89e | (5 - 1) | 32e Nishida · 72e Yonezawa | Stade Fukuyama Tsuun Rose, Fukuyama Spectateurs : 4 268 Arbitrage : Hirokazu Otsubo | Stade Fukuyama Tsuun Rose, Fukuyama Spectateurs : 4 268 Arbitrage : Hirokazu Otsubo |
| 12 juin 2024 18h30 UTC+09:00 | Rapport |         |                            | Stade Fukuyama Tsuun Rose, Fukuyama Spectateurs : 4 268 Arbitrage : Hirokazu Otsubo | Stade Fukuyama Tsuun Rose, Fukuyama Spectateurs : 4 268 Arbitrage : Hirokazu Otsubo |

| Match 50                     | Blaublitz Akita (J2) | 0 - 2   | Iwaki FC (J2)             |                                                                 |                                                                 |
| 12 juin 2024 19h00 UTC+09:00 |                      | (0 - 1) | 35e Arima · 73e Yamaguchi | Stade Soyu, Akita Spectateurs : 872 Arbitrage : Yoshiro Imamura | Stade Soyu, Akita Spectateurs : 872 Arbitrage : Yoshiro Imamura |
| 12 juin 2024 19h00 UTC+09:00 | Niwa 90+2e           | Rapport | 69e Sakagishi             | Stade Soyu, Akita Spectateurs : 872 Arbitrage : Yoshiro Imamura | Stade Soyu, Akita Spectateurs : 872 Arbitrage : Yoshiro Imamura |

| Match 51                     | Shonan Bellmare (J1)                 | 3 - 1   | Université Kōnan (JRL) |                                                                                    |                                                                                    |
| 12 juin 2024 19h00 UTC+09:00 | Yamada 37e · Lukian 80e 90+6e (pen.) | (1 - 0) | 49e Shimizu            | Stade Lemon Gas Hiratsuka, Hiratsuka Spectateurs : 1 942 Arbitrage : Yusuke Ohashi | Stade Lemon Gas Hiratsuka, Hiratsuka Spectateurs : 1 942 Arbitrage : Yusuke Ohashi |
| 12 juin 2024 19h00 UTC+09:00 | Tachi 74e                            | Rapport |                        | Stade Lemon Gas Hiratsuka, Hiratsuka Spectateurs : 1 942 Arbitrage : Yusuke Ohashi | Stade Lemon Gas Hiratsuka, Hiratsuka Spectateurs : 1 942 Arbitrage : Yusuke Ohashi |

| Match 52                     | Tokyo Verdy (J1)                                        | 5 - 0   | AC Nagano Parceiro (J3)    |                                                                                     |                                                                                     |
| 12 juin 2024 18h30 UTC+09:00 | Yamada 30e · Hakamata 43e 62e · Yamami 76e · Kimura 85e | (2 - 0) |                            | Ajinomoto Field Nishigaoka, Tokyo Spectateurs : 3 237 Arbitrage : Takafumi Mikuriya | Ajinomoto Field Nishigaoka, Tokyo Spectateurs : 3 237 Arbitrage : Takafumi Mikuriya |
| 12 juin 2024 18h30 UTC+09:00 |                                                         | Rapport | 51e Yamanaka · 60e Ikegaya | Ajinomoto Field Nishigaoka, Tokyo Spectateurs : 3 237 Arbitrage : Takafumi Mikuriya | Ajinomoto Field Nishigaoka, Tokyo Spectateurs : 3 237 Arbitrage : Takafumi Mikuriya |

| Match 53                     | Avispa Fukuoka (J1)                                                                                     | 8 - 0   | Fukuyama City (JRL)            |                                                                            |                                                                            |
| 12 juin 2024 19h00 UTC+09:00 | Wellington 30e · Kanamori 43e · Kitajima 51e · Zahedi 65e · Matsuoka 72e 88e · Tsuruno 77e · Zahedi 81e | (2 - 0) |                                | Stade Best Denki, Fukuoka Spectateurs : 2 643 Arbitrage : Futoshi Nakamura | Stade Best Denki, Fukuoka Spectateurs : 2 643 Arbitrage : Futoshi Nakamura |
| 12 juin 2024 19h00 UTC+09:00 | Matsuoka 58e                                                                                            | Rapport | 29e, 70e Sawada · 75e Kuromiya | Stade Best Denki, Fukuoka Spectateurs : 2 643 Arbitrage : Futoshi Nakamura | Stade Best Denki, Fukuoka Spectateurs : 2 643 Arbitrage : Futoshi Nakamura |

| Match 54                     | Fagiano Okayama (J2) | 1 - 7   | Ehime FC (J2)                                                                          |                                                                             |                                                                             |
| 12 juin 2024 19h00 UTC+09:00 | Tanaka 28e           | (1 - 3) | 1re Ryota Moriwaki · 15e 70e Akira Hamashita · 42e 51e 72e Kyota Funahashi · 86e Ozaki | Stade City Light, Okayama Spectateurs : 2 464 Arbitrage : Yoshimi Yamashita | Stade City Light, Okayama Spectateurs : 2 464 Arbitrage : Yoshimi Yamashita |
| 12 juin 2024 19h00 UTC+09:00 | Fujii 48e            | Rapport |                                                                                        | Stade City Light, Okayama Spectateurs : 2 464 Arbitrage : Yoshimi Yamashita | Stade City Light, Okayama Spectateurs : 2 464 Arbitrage : Yoshimi Yamashita |

| Match 55                     | Hokkaido Consadole Sapporo (J1)     | 3 - 1   | Tochigi City (JFL) |                                                                   |                                                                   |
| 12 juin 2024 19h00 UTC+09:00 | Kim G.-H. 9e · Izuma 16e · Hara 65e | (2 - 1) | 45+2e Omotehara    | Sapporo Dome, Sapporo Spectateurs : 3 194 Arbitrage : Jumpei Iida | Sapporo Dome, Sapporo Spectateurs : 3 194 Arbitrage : Jumpei Iida |
| 12 juin 2024 19h00 UTC+09:00 |                                     | Rapport | 87e Utsugi         | Sapporo Dome, Sapporo Spectateurs : 3 194 Arbitrage : Jumpei Iida | Sapporo Dome, Sapporo Spectateurs : 3 194 Arbitrage : Jumpei Iida |

| Match 56                     | Montedio Yamagata (J2)               | 3 - 2   | SC Sagamihara (J3) |                                                                                |                                                                                |
| 12 juin 2024 19h00 UTC+09:00 | Yamada 9e · Matsumoto 12e · Kato 39e | (3 - 1) | 21e Fukui          | Stade Yamagata ND Soft, Tendō Spectateurs : 2 564 Arbitrage : Shingo Kuniyoshi | Stade Yamagata ND Soft, Tendō Spectateurs : 2 564 Arbitrage : Shingo Kuniyoshi |
| 12 juin 2024 19h00 UTC+09:00 | Sakamoto 88e · Fujishima 90e         | Rapport |                    | Stade Yamagata ND Soft, Tendō Spectateurs : 2 564 Arbitrage : Shingo Kuniyoshi | Stade Yamagata ND Soft, Tendō Spectateurs : 2 564 Arbitrage : Shingo Kuniyoshi |

### Troisième Tour
| Match 57                        | Vissel Kobe (J1)       | 2 - 0   | Tokushima Vortis (J2) |                                                                |                                                                |
| 10 juillet 2024 18h30 UTC+09:00 | Sasaki 66e · Osako 73e | (0 - 0) |                       | Stade Noevir, Kobe Spectateurs : 4 630 Arbitrage : Yuzo Sutani | Stade Noevir, Kobe Spectateurs : 4 630 Arbitrage : Yuzo Sutani |
| 10 juillet 2024 18h30 UTC+09:00 | Obinna Obi 7e          | Rapport |                       | Stade Noevir, Kobe Spectateurs : 4 630 Arbitrage : Yuzo Sutani | Stade Noevir, Kobe Spectateurs : 4 630 Arbitrage : Yuzo Sutani |

| Match 58                        | Kashiwa Reysol (J1)         | 2 - 1 ap              | Université de Tsukuba (JRL)                                      |                                                                                     |                                                                                     |
| 10 juillet 2024 19h00 UTC+09:00 | Kinoshita 16e · Hosoya 100e | (1 - 0, 1 - 1, 2 - 1) | Modèle:Btu Koga                                                  | Stade Kashiwa Sankyo Frontier, Kashiwa Spectateurs : 6 527 Arbitrage : Yusuke Araki | Stade Kashiwa Sankyo Frontier, Kashiwa Spectateurs : 6 527 Arbitrage : Yusuke Araki |
| 10 juillet 2024 19h00 UTC+09:00 | Yamada 90+2e                | Rapport               | 50e Keita Fukui · 87e Kato · 96e Uchino · 110e Ogawa · 120e Ando | Stade Kashiwa Sankyo Frontier, Kashiwa Spectateurs : 6 527 Arbitrage : Yusuke Araki | Stade Kashiwa Sankyo Frontier, Kashiwa Spectateurs : 6 527 Arbitrage : Yusuke Araki |

| Match 59                        | Cerezo Osaka (J1)         | 1 - 2 ap              | Ventforet Kōfu (J2)                 |                                                                            |                                                                            |
| 10 juillet 2024 19h00 UTC+09:00 | Watanabe 54e              | (0 - 0, 1 - 1, 1 - 1) | 46e Utaka · 112e Torikai            | Stade Yodoko Sakura, Osaka Spectateurs : 5 038 Arbitrage : Hiroki Kasahara | Stade Yodoko Sakura, Osaka Spectateurs : 5 038 Arbitrage : Hiroki Kasahara |
| 10 juillet 2024 19h00 UTC+09:00 | Funaki 5e · Fernandes 99e | Rapport               | 66e Son · 97e Torikai · 117e Mancha | Stade Yodoko Sakura, Osaka Spectateurs : 5 038 Arbitrage : Hiroki Kasahara | Stade Yodoko Sakura, Osaka Spectateurs : 5 038 Arbitrage : Hiroki Kasahara |

| Match 60                        | Albirex Niigata (J1) | 1 - 6   | V-Varen Nagasaki (J2)                                    |                                                                              |                                                                              |
| 10 juillet 2024 19h00 UTC+09:00 | Ishiyama 90+3e       | (0 - 3) | 6e 33e Sawada · 11e 76e Juanma · 52e Nagura · 90+2e Kato | Stade Denka Big Swan, Niigata Spectateurs : 2 732 Arbitrage : Yudai Yamamoto | Stade Denka Big Swan, Niigata Spectateurs : 2 732 Arbitrage : Yudai Yamamoto |
| 10 juillet 2024 19h00 UTC+09:00 | Gomes 39e            | Rapport |                                                          | Stade Denka Big Swan, Niigata Spectateurs : 2 732 Arbitrage : Yudai Yamamoto | Stade Denka Big Swan, Niigata Spectateurs : 2 732 Arbitrage : Yudai Yamamoto |

| Match 61                        | Kashima Antlers (J1)    | 2 - 1   | Fujieda MYFC (J2)                          |                                                                            |                                                                            |
| 10 juillet 2024 19h00 UTC+09:00 | Čavrić 70e · Nakama 89e | (0 - 1) | 24e (pen.) Chaves                          | Stade de Kashima, Kashima Spectateurs : 3 069 Arbitrage : Futoshi Nakamura | Stade de Kashima, Kashima Spectateurs : 3 069 Arbitrage : Futoshi Nakamura |
| 10 juillet 2024 19h00 UTC+09:00 | Sugai 23e               | Rapport | 30e Kawashima · 43e Nakagawa · 57e Matheus | Stade de Kashima, Kashima Spectateurs : 3 069 Arbitrage : Futoshi Nakamura | Stade de Kashima, Kashima Spectateurs : 3 069 Arbitrage : Futoshi Nakamura |

| Match 62                        | Sagan Tosu (J1)                       | 3 - 1   | Yokohama FC (J2) |                                                                              |                                                                              |
| 10 juillet 2024 18h30 UTC+09:00 | Sakaiya 14e · Araújo 48e · Tezuka 50e | (1 - 0) | 53e Takahashi    | Stade Ekimae Real Estate, Tosu Spectateurs : 1 666 Arbitrage : Yusuke Ohashi | Stade Ekimae Real Estate, Tosu Spectateurs : 1 666 Arbitrage : Yusuke Ohashi |
| 10 juillet 2024 18h30 UTC+09:00 | Rapport                               |         |                  | Stade Ekimae Real Estate, Tosu Spectateurs : 1 666 Arbitrage : Yusuke Ohashi | Stade Ekimae Real Estate, Tosu Spectateurs : 1 666 Arbitrage : Yusuke Ohashi |

| Match 63                        | Japan Soccer College (JRL) | 0 - 3   | Renofa Yamaguchi (J2)                    |                                                                               |                                                                               |
| 17 juillet 2024 19h00 UTC+09:00 |                            | (0 - 1) | 13e Wakatsuki · 59e Suenaga · 79e Kawano | Stade Ishin Me-Life, Yamaguchi Spectateurs : 1 718 Arbitrage : Keigo Sendachi | Stade Ishin Me-Life, Yamaguchi Spectateurs : 1 718 Arbitrage : Keigo Sendachi |
| 17 juillet 2024 19h00 UTC+09:00 | Rapport                    |         |                                          | Stade Ishin Me-Life, Yamaguchi Spectateurs : 1 718 Arbitrage : Keigo Sendachi | Stade Ishin Me-Life, Yamaguchi Spectateurs : 1 718 Arbitrage : Keigo Sendachi |

| Match 64                        | Kyoto Sanga (J1)            | 3 - 1   | Shimizu S-Pulse (J2) |                                                                          |                                                                          |
| 10 juillet 2024 19h00 UTC+09:00 | Hara 67e 90+2e · Hiraga 75e | (0 - 1) | 35e Carlinhos        | Stade Takebishi Kyoto, Kyoto Spectateurs : 4 269 Arbitrage : Jumpei Iida | Stade Takebishi Kyoto, Kyoto Spectateurs : 4 269 Arbitrage : Jumpei Iida |
| 10 juillet 2024 19h00 UTC+09:00 | Miyayoshi 38e               | Rapport | 7e Inui              | Stade Takebishi Kyoto, Kyoto Spectateurs : 4 269 Arbitrage : Jumpei Iida | Stade Takebishi Kyoto, Kyoto Spectateurs : 4 269 Arbitrage : Jumpei Iida |

| Match 65                        | Yokohama F. Marinos (J1)                    | 2 - 2 ap 5 - 4 t. a. b. | Mito HollyHock (J2)                 |                                                                         |                                                                         |
| 10 juillet 2024 19h00 UTC+09:00 | Inoue 35e · Uenaka 84e                      | (1 - 2, 2 - 2, 2 - 2)   | 10e Nose · 14e Kusano               | Stade K's denki Mito, Mito Spectateurs : 2 739 Arbitrage : Ryo Tanimoto | Stade K's denki Mito, Mito Spectateurs : 2 739 Arbitrage : Ryo Tanimoto |
| 10 juillet 2024 19h00 UTC+09:00 | Yamane 47e · Kato 95e                       | Rapport                 | 102e Haruna ·                       | Stade K's denki Mito, Mito Spectateurs : 2 739 Arbitrage : Ryo Tanimoto | Stade K's denki Mito, Mito Spectateurs : 2 739 Arbitrage : Ryo Tanimoto |
| 10 juillet 2024 19h00 UTC+09:00 | Uenaka · Koike · Watanabe · Amano · Eduardo | Tirs au but 5 - 4       | Kubo · Arai · Ikari · Nagai · Saito | Stade K's denki Mito, Mito Spectateurs : 2 739 Arbitrage : Ryo Tanimoto | Stade K's denki Mito, Mito Spectateurs : 2 739 Arbitrage : Ryo Tanimoto |

| Match 66                        | Gamba Osaka (J1)     | 2 - 1   | Tegevajaro Miyazaki (J3) |                                                                            |                                                                            |
| 10 juillet 2024 19h00 UTC+09:00 | Lavi 10e · Usami 74e | (1 - 0) | 54e Hashimoto            | Stade Panasonic Suita, Suita Spectateurs : 3 158 Arbitrage : Koki Nagamine | Stade Panasonic Suita, Suita Spectateurs : 3 158 Arbitrage : Koki Nagamine |
| 10 juillet 2024 19h00 UTC+09:00 | Welton 86e           | Rapport |                          | Stade Panasonic Suita, Suita Spectateurs : 3 158 Arbitrage : Koki Nagamine | Stade Panasonic Suita, Suita Spectateurs : 3 158 Arbitrage : Koki Nagamine |

| Match 67                        | Kawasaki Frontale (J1)       | 1 - 3   | Oita Trinita (J2)                                  |                                                                                         |                                                                                         |
| 10 juillet 2024 19h00 UTC+09:00 | Erison 89e                   | (0 - 0) | 61e (csc) Sasaki · 63e Yasuda · 78e (pen.) Ayukawa | Stade Uvance Todoroki by Fujitsu, Kawasaki Spectateurs : 4 056 Arbitrage : Takuto Okabe | Stade Uvance Todoroki by Fujitsu, Kawasaki Spectateurs : 4 056 Arbitrage : Takuto Okabe |
| 10 juillet 2024 19h00 UTC+09:00 | Ricardo 63e · Kurumaya 90+2e | Rapport | 90+1e Yasuda                                       | Stade Uvance Todoroki by Fujitsu, Kawasaki Spectateurs : 4 056 Arbitrage : Takuto Okabe | Stade Uvance Todoroki by Fujitsu, Kawasaki Spectateurs : 4 056 Arbitrage : Takuto Okabe |

| Match 68                        | FC Tokyo (J1)                             | 1 - 2 ap              | JEF United Ichihara Chiba (J2)              |                                                                    |                                                                    |
| 10 juillet 2024 19h00 UTC+09:00 | Matsuki 49e                               | (0 - 0, 1 - 1, 1 - 2) | 79e Hayashi · 91e Goya                      | Stade Ajinomoto, Tokyo Spectateurs : 7 442 Arbitrage : Masuya Ueda | Stade Ajinomoto, Tokyo Spectateurs : 7 442 Arbitrage : Masuya Ueda |
| 10 juillet 2024 19h00 UTC+09:00 | Nakamura 31e · Higashi 41e · Matsuki 112e | Rapport               | 18e Kobayashi · 57e Matsuda · 96e Takahashi | Stade Ajinomoto, Tokyo Spectateurs : 7 442 Arbitrage : Masuya Ueda | Stade Ajinomoto, Tokyo Spectateurs : 7 442 Arbitrage : Masuya Ueda |

| Match 69                        | Sanfrecce Hiroshima (J1)                        | 4 - 0   | Iwaki FC (J2)              |                                                                        |                                                                        |
| 10 juillet 2024 19h00 UTC+09:00 | Sasaki 62e 68e · Ohashi 66e · Kondo 90+1e (csc) | (0 - 0) |                            | Stade Hawaiians Iwaki, Iwaki Spectateurs : 3 074 Arbitrage : Koei Koya | Stade Hawaiians Iwaki, Iwaki Spectateurs : 3 074 Arbitrage : Koei Koya |
| 10 juillet 2024 19h00 UTC+09:00 |                                                 | Rapport | 45+4e Kase · 75e Sakagishi | Stade Hawaiians Iwaki, Iwaki Spectateurs : 3 074 Arbitrage : Koei Koya | Stade Hawaiians Iwaki, Iwaki Spectateurs : 3 074 Arbitrage : Koei Koya |

| Match 70                        | Shonan Bellmare (J1)  | 1 - 0   | Tokyo Verdy (J1) |                                                                                         |                                                                                         |
| 10 juillet 2024 19h00 UTC+09:00 | Suzuki 66e            | (0 - 0) |                  | Stade Lemon Gas Hiratsuka, Hiratsuka Spectateurs : 3 151 Arbitrage : Koichiro Fukushima | Stade Lemon Gas Hiratsuka, Hiratsuka Spectateurs : 3 151 Arbitrage : Koichiro Fukushima |
| 10 juillet 2024 19h00 UTC+09:00 | Okuno 59e · Ikeda 60e | Rapport |                  | Stade Lemon Gas Hiratsuka, Hiratsuka Spectateurs : 3 151 Arbitrage : Koichiro Fukushima | Stade Lemon Gas Hiratsuka, Hiratsuka Spectateurs : 3 151 Arbitrage : Koichiro Fukushima |

| Match 71                        | Avispa Fukuoka (J1)      | 0 - 2   | Ehime FC (J2)             |                                                                           |                                                                           |
| 10 juillet 2024 19h00 UTC+09:00 |                          | (0 - 0) | 52e Mihara · 75e Fujihara | Stade Best Denki, Fukuoka Spectateurs : 1 395 Arbitrage : Yoshiro Imamura | Stade Best Denki, Fukuoka Spectateurs : 1 395 Arbitrage : Yoshiro Imamura |
| 10 juillet 2024 19h00 UTC+09:00 | Moriyama 24e · Inoue 57e | Rapport | 10e Motegi · 90+2e Soneda | Stade Best Denki, Fukuoka Spectateurs : 1 395 Arbitrage : Yoshiro Imamura | Stade Best Denki, Fukuoka Spectateurs : 1 395 Arbitrage : Yoshiro Imamura |

| Match 72                        | Hokkaido Consadole Sapporo (J1)                         | 6 - 3   | Montedio Yamagata (J2)         |                                                                        |                                                                        |
| 10 juillet 2024 19h00 UTC+09:00 | Tanaka 6e 57e · Omori 19e · Okada 45+3e 84e · Komai 53e | (3 - 2) | 16e Kano · 33e Goto · 60e Kida | Sapporo Dome, Sapporo Spectateurs : 3 347 Arbitrage : Yuichi Nishimura | Sapporo Dome, Sapporo Spectateurs : 3 347 Arbitrage : Yuichi Nishimura |
| 10 juillet 2024 19h00 UTC+09:00 | Hara 39e · Tanaka 54e                                   | Rapport | 21e Kikuchi · 24e Goto         | Sapporo Dome, Sapporo Spectateurs : 3 347 Arbitrage : Yuichi Nishimura | Sapporo Dome, Sapporo Spectateurs : 3 347 Arbitrage : Yuichi Nishimura |

### Quatrième Tour
Le tirage au sort du quatrième tour a lieu le 12 juillet 2024.
| Match 73                     | V-Varen Nagasaki (J2)    | 2 - 3   | Yokohama F. Marinos (J1)                    |                                                                                      |                                                                                      |
| 21 août 2024 19h00 UTC+09:00 | Juanma 58e · Jesus 90+2e | (0 - 0) | 67e Amano · 90+8e Nishimura · 90+10e Uenaka | Stade Transcosmos Nagasaki, Nagasaki Spectateurs : 5 135 Arbitrage : Akihiko Ikeuchi | Stade Transcosmos Nagasaki, Nagasaki Spectateurs : 5 135 Arbitrage : Akihiko Ikeuchi |
| 21 août 2024 19h00 UTC+09:00 | Nagura 90+1e             | Rapport | 60e Claude                                  | Stade Transcosmos Nagasaki, Nagasaki Spectateurs : 5 135 Arbitrage : Akihiko Ikeuchi | Stade Transcosmos Nagasaki, Nagasaki Spectateurs : 5 135 Arbitrage : Akihiko Ikeuchi |

| Match 74                     | Sagan Tosu (J1) | 0 - 2   | Renofa Yamaguchi (J2)       |                                                                             |                                                                             |
| 21 août 2024 19h00 UTC+09:00 |                 | (0 - 0) | 6e Wakatsuki · 11e Yamamoto | Stade Ishin Me-Life, Yamaguchi Spectateurs : 3 418 Arbitrage : Ryo Tanimoto | Stade Ishin Me-Life, Yamaguchi Spectateurs : 3 418 Arbitrage : Ryo Tanimoto |
| 21 août 2024 19h00 UTC+09:00 | Araújo 46e      | Rapport | 65e Hirase · 80e Numata     | Stade Ishin Me-Life, Yamaguchi Spectateurs : 3 418 Arbitrage : Ryo Tanimoto | Stade Ishin Me-Life, Yamaguchi Spectateurs : 3 418 Arbitrage : Ryo Tanimoto |

| Match 75                     | Sanfrecce Hiroshima (J1) | 2 - 0   | Ehime FC (J2)                  |                                                                             |                                                                             |
| 21 août 2024 19h00 UTC+09:00 | Arslan 68e · Kato 79e    | (0 - 0) |                                | Stade Ningineer, Matsuyama Spectateurs : 5 111 Arbitrage : Yuichi Nishimura | Stade Ningineer, Matsuyama Spectateurs : 5 111 Arbitrage : Yuichi Nishimura |
| 21 août 2024 19h00 UTC+09:00 | Sasaki 86e               | Rapport | 85e Funahashi · 90+5e Yukutomo | Stade Ningineer, Matsuyama Spectateurs : 5 111 Arbitrage : Yuichi Nishimura | Stade Ningineer, Matsuyama Spectateurs : 5 111 Arbitrage : Yuichi Nishimura |

| Match 76                     | Gamba Osaka (J1)                           | 3 - 2   | Shonan Bellmare (J1)                 |                                                                          |                                                                          |
| 21 août 2024 19h00 UTC+09:00 | Yamashita 14e · Fukuoka 41e · Nakatani 76e | (2 - 2) | 11e Okuno · 35e Suzuki               | Stade Panasonic Suita, Suita Spectateurs : 6 024 Arbitrage : Yuzo Sutani | Stade Panasonic Suita, Suita Spectateurs : 6 024 Arbitrage : Yuzo Sutani |
| 21 août 2024 19h00 UTC+09:00 | Kurokawa 90+3e                             | Rapport | 37e Suzuki · 52e Yamada · 90+2e Oiwa | Stade Panasonic Suita, Suita Spectateurs : 6 024 Arbitrage : Yuzo Sutani | Stade Panasonic Suita, Suita Spectateurs : 6 024 Arbitrage : Yuzo Sutani |

| Match 77                     | Ventforet Kōfu (J2) | 1 - 2   | Kashima Antlers (J1)   |                                                                                |                                                                                |
| 21 août 2024 19h00 UTC+09:00 | Misawa 29e          | (1 - 1) | 45+3e Fujii · 89e Ueda | Stade Kose Sports Park, Kōfu Spectateurs : 7 796 Arbitrage : Yoshimi Yamashita | Stade Kose Sports Park, Kōfu Spectateurs : 7 796 Arbitrage : Yoshimi Yamashita |
| 21 août 2024 19h00 UTC+09:00 | Macula 66e, 90+3e   | Rapport |                        | Stade Kose Sports Park, Kōfu Spectateurs : 7 796 Arbitrage : Yoshimi Yamashita | Stade Kose Sports Park, Kōfu Spectateurs : 7 796 Arbitrage : Yoshimi Yamashita |

| Match 78                     | Kashiwa Reysol (J1) | 0 - 1   | Vissel Kobe (J1) |                                                                        |                                                                        |
| 21 août 2024 19h00 UTC+09:00 |                     | (0 - 0) | 3e Sasaki        | Stade Kashiwa, Kashiwa Spectateurs : 6 219 Arbitrage : Yoshiro Imamura | Stade Kashiwa, Kashiwa Spectateurs : 6 219 Arbitrage : Yoshiro Imamura |
| 21 août 2024 19h00 UTC+09:00 |                     | Rapport | 90+6e Patric     | Stade Kashiwa, Kashiwa Spectateurs : 6 219 Arbitrage : Yoshiro Imamura | Stade Kashiwa, Kashiwa Spectateurs : 6 219 Arbitrage : Yoshiro Imamura |

| Match 79                     | Kyoto Sanga (J1)           | 2 - 0   | Oita Trinita (J2)      |                                                                    |                                                                    |
| 21 août 2024 19h00 UTC+09:00 | Matsuda 56e · Kawasaki 81e | (0 - 0) |                        | Stade d'Oita, Ōita Spectateurs : 4 358 Arbitrage : Yoshiro Imamura | Stade d'Oita, Ōita Spectateurs : 4 358 Arbitrage : Yoshiro Imamura |
| 21 août 2024 19h00 UTC+09:00 | Kaneko 71e · Matsuda 84e   | Rapport | 9e Kozakai · 78e Shige | Stade d'Oita, Ōita Spectateurs : 4 358 Arbitrage : Yoshiro Imamura | Stade d'Oita, Ōita Spectateurs : 4 358 Arbitrage : Yoshiro Imamura |

| Match 80                     | JEF United Ichihara Chiba (J2)                         | 1 - 0   | Hokkaido Consadole Sapporo (J1) |                                                                         |                                                                         |
| 21 août 2024 19h00 UTC+09:00 | Shinada 45e                                            | (1 - 0) |                                 | Fukuda Denshi Arena, Chiba Spectateurs : 6 552 Arbitrage : Naoto Uehara | Fukuda Denshi Arena, Chiba Spectateurs : 6 552 Arbitrage : Naoto Uehara |
| 21 août 2024 19h00 UTC+09:00 | Goya 80e · Mendes 90+2e · Eduardo 90+2e · Suzuki 90+4e | Rapport | 84e Kobayashi · 89e Baba        | Fukuda Denshi Arena, Chiba Spectateurs : 6 552 Arbitrage : Naoto Uehara | Fukuda Denshi Arena, Chiba Spectateurs : 6 552 Arbitrage : Naoto Uehara |

### Quarts de finale
| Match 81                          | Yokohama F. Marinos (J1)                                        | 5 - 1   | Renofa Yamaguchi (J2)                      | Stade NHK Spring Mitsuzawa Football, Yokohama |                                           |
| 25 septembre 2024 18h30 UTC+09:00 | Yamane 16e · Élber 51e · Matheus 71e · Mizunuma 77e · Lopes 86e | (1 - 1) | 23e Okuyama                                | Spectateurs : 6 201 Arbitrage : Koei Koya     | Spectateurs : 6 201 Arbitrage : Koei Koya |
| 25 septembre 2024 18h30 UTC+09:00 | Claude 37e                                                      | Rapport | 28e Yooyen · 31e, 41e Numata · 33e Itakura | Spectateurs : 6 201 Arbitrage : Koei Koya     | Spectateurs : 6 201 Arbitrage : Koei Koya |

| Match 82                          | Sanfrecce Hiroshima (J1) | 1 - 2   | Gamba Osaka (J1)           | Peace Wing Hiroshima, Hiroshima                |                                                |
| 11 septembre 2024 18h30 UTC+09:00 | Kato 16e                 | (1 - 1) | 13e Yamada · 79e Kishimoto | Spectateurs : 9 321 Arbitrage : Hayato Shimizu | Spectateurs : 9 321 Arbitrage : Hayato Shimizu |
| 11 septembre 2024 18h30 UTC+09:00 |                          | Rapport | 63e Mito · 74e Welton      | Spectateurs : 9 321 Arbitrage : Hayato Shimizu | Spectateurs : 9 321 Arbitrage : Hayato Shimizu |

| Match 83                          | Kashima Antlers (J1)    | 0 - 3   | Vissel Kobe (J1)                          | Stade Noevir, Kobe                                     |                                                        |
| 25 septembre 2024 19h00 UTC+09:00 |                         | (0 - 1) | 15e Morioka · 83e Sasaki · 90+7e Ideguchi | Spectateurs : 7 231 Arbitrage : César Ramos Palazuelos | Spectateurs : 7 231 Arbitrage : César Ramos Palazuelos |
| 25 septembre 2024 19h00 UTC+09:00 | Chinen 40e · Nago 90+3e | Rapport | 65e Miyashiro · 86e Iwanami               | Spectateurs : 7 231 Arbitrage : César Ramos Palazuelos | Spectateurs : 7 231 Arbitrage : César Ramos Palazuelos |

| Match 84                          | Kyoto Sanga (J1)                      | 3 - 0   | JEF United Ichihara Chiba (J2) | Fukuda Denshi Arena, Chiba                    |                                               |
| 18 septembre 2024 19h00 UTC+09:00 | Toyokawa 11e · Tulio 49e · Hirato 85e | (1 - 0) |                                | Spectateurs : 6 883 Arbitrage : Koki Nagamine | Spectateurs : 6 883 Arbitrage : Koki Nagamine |
| 18 septembre 2024 19h00 UTC+09:00 |                                       | Rapport | 65e Taguchi                    | Spectateurs : 6 883 Arbitrage : Koki Nagamine | Spectateurs : 6 883 Arbitrage : Koki Nagamine |

### Demi-finales
| Match 85                        | Yokohama F. Marinos (J1)                                                          | 2 - 3 ap              | Gamba Osaka (J1)                              | Stade Panasonic Suita, Suita                                                 |                                                                              |
| 27 octobre 2024 13h05 UTC+09:00 | Matheus 37e · Matsubara 88e                                                       | (1 - 1, 2 - 2, 2 - 2) | 26e Yamada · 90+3e Nakatani · 120+5e Sakamoto | Spectateurs : 20 311 Arbitrage : Hiroyuki Kimura Arbitre vidéo : Jumpei Iida | Spectateurs : 20 311 Arbitrage : Hiroyuki Kimura Arbitre vidéo : Jumpei Iida |
| 27 octobre 2024 13h05 UTC+09:00 | Yamane 2e · Lopes 71e · Nishimura 85e · Nagato 86e · Miyaichi 119e · Eduardo 119e | Rapport               | 119e Meshino                                  | Spectateurs : 20 311 Arbitrage : Hiroyuki Kimura Arbitre vidéo : Jumpei Iida | Spectateurs : 20 311 Arbitrage : Hiroyuki Kimura Arbitre vidéo : Jumpei Iida |

| Match 86                        | Vissel Kobe (J1)           | 2 - 1   | Kyoto Sanga (J1)         | Stade Noevir, Kobe                                                               |                                                                                  |
| 27 octobre 2024 15h00 UTC+09:00 | Miyashiro 18e · Sasaki 55e | (1 - 1) | 32e Túlio                | Spectateurs : 14 980 Arbitrage : Yūichi Nishimura Arbitre vidéo : Keigo Sendachi | Spectateurs : 14 980 Arbitrage : Yūichi Nishimura Arbitre vidéo : Keigo Sendachi |
| 27 octobre 2024 15h00 UTC+09:00 | Iwanami 36e                | Rapport | 45e Elias · 61e Miyamoto | Spectateurs : 14 980 Arbitrage : Yūichi Nishimura Arbitre vidéo : Keigo Sendachi | Spectateurs : 14 980 Arbitrage : Yūichi Nishimura Arbitre vidéo : Keigo Sendachi |

### Finale
| Osaka ·       |                      |  |
| Titulaires :  |                      |  |
|               |                      |  |
| 22            | Jun Ichimori         |  |
| 02            | Shota Fukuoka        |  |
| 03            | Riku Handa           |  |
| 04            | Keisuke Kurokawa 89e |  |
| 20            | Shinnosuke Nakatani  |  |
| 09            | Kota Yamada 72e      |  |
| 10            | Shu Kurata 55e       |  |
| 16            | Tokuma Suzuki 89e    |  |
| 17            | Ryoya Yamashita 72e  |  |
| 23            | Dawhan               |  |
| 13            | Isa Sakamoto         |  |
|               |                      |  |
| Remplaçants : |                      |  |
| 01            | Masaaki Higashiguchi |  |
| 14            | Yuya Fukuda          |  |
| 15            | Takeru Kishimoto 89e |  |
| 27            | Rin Mito 89e         |  |
| 47            | Juan Alano 72e       |  |
| 97            | Welton Felipe 55e    |  |
| 11            | Issam Jebali 72e     |  |
|               |                      |  |
| Entraîneur :  |                      |  |
| Dani Poyatos  |                      |  |

| Kobe ·           |                      |  |
| Titulaires :     |                      |  |
|                  |                      |  |
| 01               | Daiya Maekawa        |  |
| 24               | Gotoku Sakai         |  |
| 03               | Matheus Thuler       |  |
| 04               | Tetsushi Yamakawa    |  |
| 19               | Ryo Hatsuse 76e      |  |
| 06               | Takahiro Ogihara     |  |
| 11               | Yoshinori Muto       |  |
| 07               | Yosuke Ideguchi      |  |
| 18               | Haruya Ide 59e       |  |
| 09               | Taisei Miyashiro 76e |  |
| 10               | Yuya Osako 83e       |  |
|                  |                      |  |
| Remplaçants :    |                      |  |
| 21               | Shōta Arai           |  |
| 15               | Yuki Honda 76e       |  |
| 23               | Rikuto Hirose        |  |
| 25               | Yuya Kuwasaki        |  |
| 96               | Hotaru Yamaguchi 83e |  |
| 22               | Daiju Sasaki 59e     |  |
| 26               | Jean Patric 76e      |  |
|                  |                      |  |
| Entraîneur :     |                      |  |
| Takayuki Yoshida |                      |  |

| Osaka ·       |                      |  |
| Titulaires :  |                      |  |
|               |                      |  |
| 22            | Jun Ichimori         |  |
| 02            | Shota Fukuoka        |  |
| 03            | Riku Handa           |  |
| 04            | Keisuke Kurokawa 89e |  |
| 20            | Shinnosuke Nakatani  |  |
| 09            | Kota Yamada 72e      |  |
| 10            | Shu Kurata 55e       |  |
| 16            | Tokuma Suzuki 89e    |  |
| 17            | Ryoya Yamashita 72e  |  |
| 23            | Dawhan               |  |
| 13            | Isa Sakamoto         |  |
|               |                      |  |
| Remplaçants : |                      |  |
| 01            | Masaaki Higashiguchi |  |
| 14            | Yuya Fukuda          |  |
| 15            | Takeru Kishimoto 89e |  |
| 27            | Rin Mito 89e         |  |
| 47            | Juan Alano 72e       |  |
| 97            | Welton Felipe 55e    |  |
| 11            | Issam Jebali 72e     |  |
|               |                      |  |
| Entraîneur :  |                      |  |
| Dani Poyatos  |                      |  |

| Kobe ·           |                      |  |
| Titulaires :     |                      |  |
|                  |                      |  |
| 01               | Daiya Maekawa        |  |
| 24               | Gotoku Sakai         |  |
| 03               | Matheus Thuler       |  |
| 04               | Tetsushi Yamakawa    |  |
| 19               | Ryo Hatsuse 76e      |  |
| 06               | Takahiro Ogihara     |  |
| 11               | Yoshinori Muto       |  |
| 07               | Yosuke Ideguchi      |  |
| 18               | Haruya Ide 59e       |  |
| 09               | Taisei Miyashiro 76e |  |
| 10               | Yuya Osako 83e       |  |
|                  |                      |  |
| Remplaçants :    |                      |  |
| 21               | Shōta Arai           |  |
| 15               | Yuki Honda 76e       |  |
| 23               | Rikuto Hirose        |  |
| 25               | Yuya Kuwasaki        |  |
| 96               | Hotaru Yamaguchi 83e |  |
| 22               | Daiju Sasaki 59e     |  |
| 26               | Jean Patric 76e      |  |
|                  |                      |  |
| Entraîneur :     |                      |  |
| Takayuki Yoshida |                      |  |

## Nombre d'équipes par division et par tour
| Divisions / Manches            | 1er tour (24 rencontres) | 2e tour (1/32 de finale) (32 rencontres) | 3e tour (1/16 de finale) (16 rencontres) | 4e tour (1/8 de finale) (8 rencontres) | Quarts de finale (4 rencontres) | Demi-finales (2 rencontres) | Finale (1 rencontres) |
| ------------------------------ | ------------------------ | ---------------------------------------- | ---------------------------------------- | -------------------------------------- | ------------------------------- | --------------------------- | --------------------- |
| J1 League 19 clubs             | Exemptés                 | 19                                       | 15                                       | 10                                     | 6                               | 4                           | 2                     |
| J2 League 20 clubs             | Exemptés                 | 20                                       | 13                                       | 6                                      | 2                               | Aucune équipe               | Aucune équipe         |
| J3 League 16 clubs             | 16                       | 11                                       | 2                                        | Aucune équipe                          | Aucune équipe                   | Aucune équipe               | Aucune équipe         |
| Japan Football League 8 clubs  | 7                        | 5                                        | Aucune équipe                            | Aucune équipe                          | Aucune équipe                   | Aucune équipe               | Aucune équipe         |
| Japan Regional League 20 clubs | 20                       | 7                                        | 2                                        | Aucune équipe                          | Aucune équipe                   | Aucune équipe               | Aucune équipe         |
| Japan Regional League 4 clubs  | 4                        | Aucune équipe                            | Aucune équipe                            | Aucune équipe                          | Aucune équipe                   | Aucune équipe               | Aucune équipe         |
| Ligue Préfectoraux 1 club      | 1                        | 1                                        | Aucune équipe                            | Aucune équipe                          | Aucune équipe                   | Aucune équipe               | Aucune équipe         |
| Total                          | 48                       | 64                                       | 32                                       | 16                                     | 8                               | 4                           | 2                     |